# دیسکاوری ۲
دیسکاوری ۲ (به انگلیسی: Discovery II) یک کشتی بود که طول آن ۱۱۶ فوت (۳۵ متر) بود. این کشتی در سال ۱۹۷۱ ساخته شد.